# Paolo Pittino
Paolo Pittino (2 de febrero de 1968) es un deportista italiano que compitió en remo. Ganó ocho medallas en el Campeonato Mundial de Remo entre los años 1990 y 1999.

## Palmarés internacional
| Campeonato Mundial | Campeonato Mundial            | Campeonato Mundial | Campeonato Mundial     |
| Año                | Lugar                         | Medalla            | Prueba                 |
| ------------------ | ----------------------------- | ------------------ | ---------------------- |
| 1990               | Tasmania (Australia)          | Medalla de oro     | Cuatro scull ligero    |
| 1993               | Račice (República Checa)      | Medalla de bronce  | Doble scull ligero     |
| 1994               | Indianápolis (Estados Unidos) | Medalla de plata   | Cuatro scull ligero    |
| 1995               | Tampere (Finlandia)           | Medalla de bronce  | Cuatro scull ligero    |
| 1996               | Motherwell (Reino Unido)      | Medalla de oro     | Cuatro scull ligero    |
| 1997               | Aiguebelette (Francia)        | Medalla de oro     | Cuatro scull ligero    |
| 1998               | Colonia (Alemania)            | Medalla de oro     | Cuatro scull ligero    |
| 1999               | St. Catharines (Canadá)       | Medalla de oro     | Dos sin timonel ligero |